# Fritiof Svensson
Konrad Martin Fritiof Svensson (Bälinge, Uppsala, 2 de juny de 1896 – Estocolm, 5 de març de 1961) va ser un lluitador suec, especialista en lluita grecoromana, que va competir a començaments del segle xx.
El 1920 va prendre part en els Jocs Olímpics d'Anvers, on va guanyar la medalla de bronze en la competició del pes ploma del programa de lluita grecoromana. Quatre anys més tard, als Jocs de París, fou cinquè en la mateixa prova. El 1922 guanyà el campionat del món de la categoria.